# Северни Саскачеван (река)
Северни Саскачеван (енгл. North Saskatchewan River) је канадска река која протиче кроз централне делове преријских провинција Алберта и Саскачеван. Извире из терминалног басена долинског Саскачеванског ледника (ајстрим циркног глечера Колумбија) у јужном делу канадских Стеновитих планина на надморској висини од 2.080 метара. Од изворишта даље тече ка истоку и након 1.287 км тока недалеко од места Порт Артур се спаја са Јужним Саскачеваном, градећи реку Саскачеван преко које се одводњава ка језеру Винипег, односно даље ка Хадсоновом заливу. 
Укупна површина сливног подручја Северног Саскачевана је око 122.800 км². Укупан пад реке од извора до ушћа је 1.700 метара, односно у просеку 1,32 м/км тока. Просечан проток у доњем делу тока код града Принц Алберт је око 238 м³/с, максимално 5.660 м³/с, односно минимално свега 19 м³/с. 
Најважније притоке су Бразо са леве стране и Бетл, Клирвотер и Вермилијон са десне стране. Најважнија градска насеља на њеним обалама су Едмонтон који је уејдно и главни град провинције Алберта, Норт Бетлфорд и Принц Алберт (оба у Саскачевану). 
У прошлости река је изазивала велике поплаве које су наносиле огромне штете насељима уз њену обалу. Посебно је велике штете по град Едмонтон изазвала поплава из 1915. године. Да би се регулисао ниво воде у реци и спречиле нове поплаве на њој су изграђене бројне бране и формирана акумулациона језера. На левој притоци Бразоу 1965. саграђена је велика хидроелектрана, највећа у Алберти иза које је формирано истоимено вештачко језеро. Највећа устава на самом Северном Саскачевану је Бигхорн у горњем делу тока, саграђена 1971. и иза које је настало највеће вештачко језеро у Алберти Ејбрахам.